# Fedderwardersiel
Fedderwardersiel is een Duits dorp in de gemeente Butjadingen in de Wesermarsch in het noordwesten van Nedersaksen, gelegen aan de Wezer. Zoals de naam al aangeeft ligt het dorp nabij een zijl. Deze werd gebouwd aan het begin van de 19e eeuw aan de Buiten-Wezer. In de kleine haven van Fedderwardersiel liggen enkele garnalenkotters die varen onder de havencode FED. In het dorp is een klein natuurmuseum gevestigd. De haven van het dorp beschikt ook over voorzieningen voor de pleziervaart. In het dorp staat een vakantiehuisjespark. Het is per bus bereikbaar vanuit Nordenham.
Aan de Waddenkust, tussen Fedderwardersiel en Langwarden, is een in 1930 ingepolderd  kweldergebied Langwarder Groden van 140 hectare aan de natuur teruggegeven door het doorsteken van de dijk. Dit was een maatregel van natuurcompensatie, omdat voor de aanleg van de JadeWeserPort-haven bij Wilhelmshaven stukken natuur waren opgeofferd. Wandelaars kunnen over een knuppelpad de vogelwereld ter plaatse bekijken.

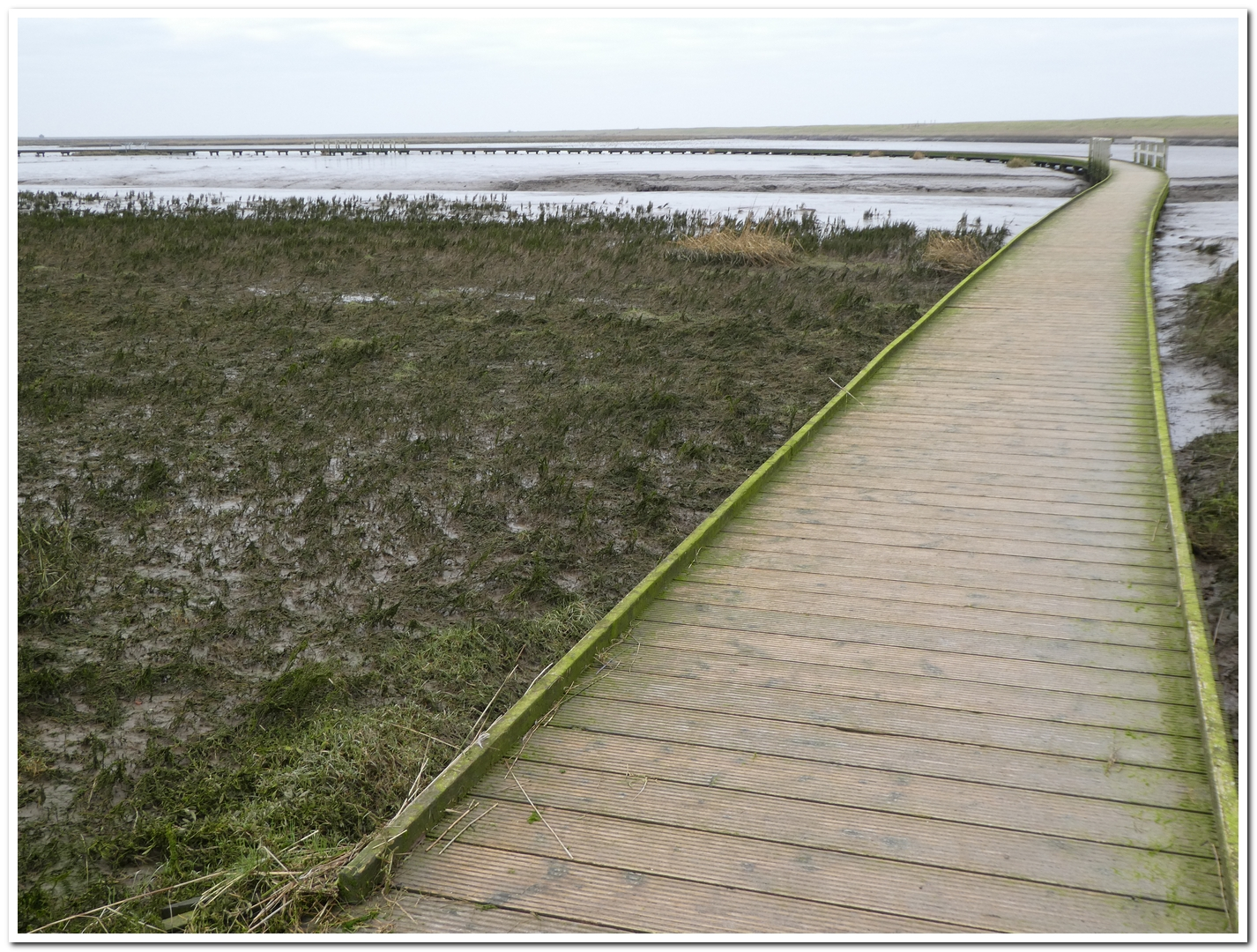
Knuppelpad Langwarder Groden
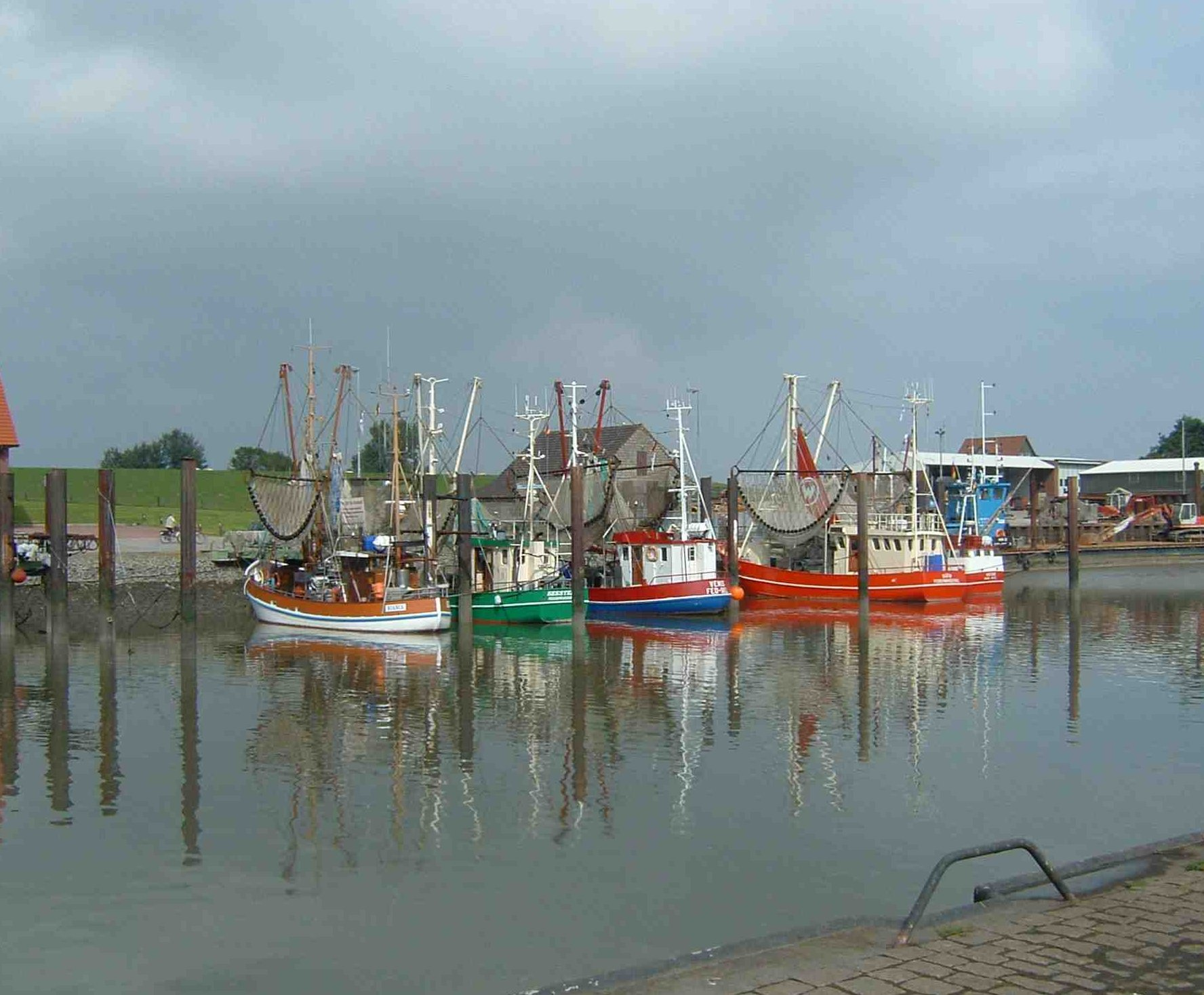
Garnalenkotters in de haven van Fedderwardersiel